# Hoàng Sơn
Hoàng Sơn (tiếng Trung: 黄山  có nghĩa là "Dãy núi màu vàng") là một dãy núi nằm ở phía nam tỉnh An Huy, miền đông Trung Quốc. Khu vực này nổi tiếng nhờ phong cảnh, hoàng hôn, đỉnh núi đá granit có hình dạng kì dị, khu rừng thông Hoàng Sơn cảnh sắc thay đổi theo mùa và phủ đầy mây, suối nước nóng, tuyết mùa đông. Hoàng Sơn cũng là chủ đề và là nguồn cảm hứng cho sáng tác hội họa, văn học truyền thống Trung Quốc cũng như nhiếp ảnh hiện đại. Nó được UNESCO công nhận là Di sản thế giới và là một trong số những điểm thu hút khách du lịch nhất tại Trung Quốc.

## Lịch sử

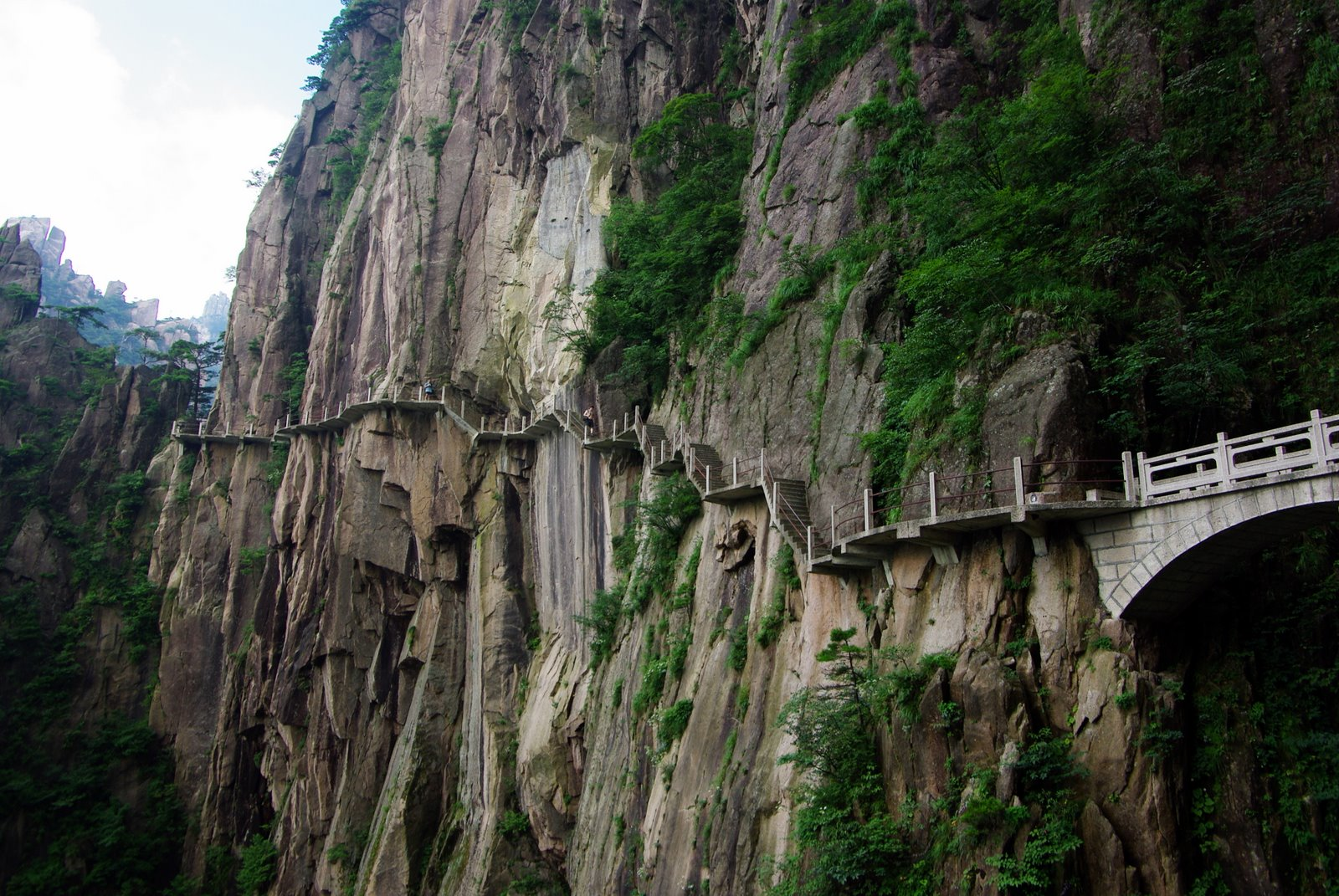
Những bậc thang tại Hoàng Sơn.

Dãy núi Hoàng Sơn được kiến tạo từ thời Trung sinh, khoảng 100 triệu năm trước, khi đó biển rút đi do một sự nâng lên. Sau đó, vào kỷ Băng hà Đệ Tứ, những thành tạo đá được hình thành bởi các sông băng.
Vào thời nhà Tần, Hoàng Sơn đã được biết đến với tên gọi Y Sơn (黟山). Năm 747, nó được đổi tên thành Hoàng Sơn theo sắc lệnh của đế quốc. Tên của nó được đặt theo tên của vị quân chủ huyền thoại, được coi là thủy tổ của người Hán, Hoàng Đế. Một truyền thuyết nói rằng, Hoàng Sơn chính là nơi là Hoàng Đế từ đó lên thiên đường. Một truyền thuyết khác lại nói rằng, ông đã tu tâm dưỡng tính và điều chế thuốc trường sinh bất tử trên núi. Tên Hoàng Sơn được quy là thường được sử dụng đầu tiên bởi nhà thờ Lý Bạch. Nó là một dãy núi khó tiếp cận và ít được biết đến trong thời cổ đại nhưng sau khi được đổi tên vào năm 747 thì Hoàng Sơn được chú ý nhiều hơn. Từ đó trở đi, khu vực này được viếng thăm thường xuyên và có nhiều ngôi đền được xây dựng tại đó.
Hoàng Sơn được biết đến với những bậc đá được khắc vào sườn núi với tổng cộng 60.000 bậc. Thời gian hình thành lên những bậc đá này chưa được biết đến nhưng người ta ước tính chúng đã có hơn 1.500 năm tuổi.
Trong những năm qua, nhiều danh lam thắng cảnh và đặc điểm vật lý trên dãy núi được đặt tên, gắn theo những truyền thuyết đằng sau đó. Năm 1982, Hoàng Sơn được Hội đồng Nhà nước tuyên bố là một Danh thắng quốc gia. Nó được công nhận là Di sản thế giới vào năm 1990 nhờ cảnh quan tự nhiên cùng với vai trò của nó như là môi trường sống quan trọng của nhiều loài quý hiếm bị đe dọa. Năm 2002, Hoàng Sơn được mệnh danh là "núi chị em" với Jungfrau, một ngọn núi cũng được công nhận là Di sản thế giới khác nằm trên dãy Alpes Thụy Sĩ.

## Địa lý

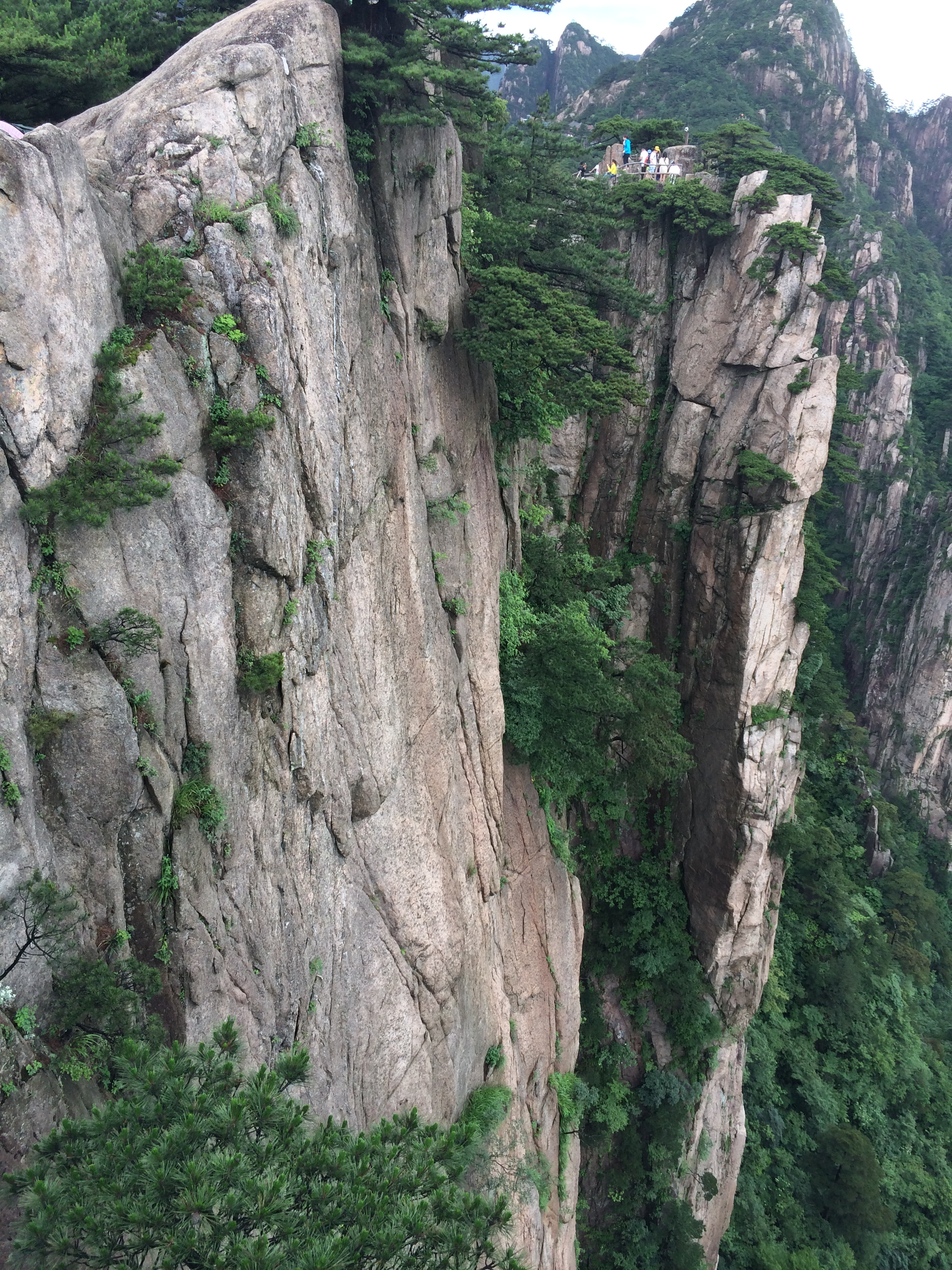
Một vách đá tại Hoàng Sơn

Dãy Hoàng Sơn có nhiều đỉnh, trong đó có 77 đỉnh cao trên 1000 mét. Ba đỉnh cao nhất và nổi tiếng nhất là Đỉnh Liên Hoa (1.864 mét), bên cạnh Đỉnh Quang Minh (1.840 mét) và Đỉnh Thiên Đô (1.829 mét). Khu vực được công nhận Di sản thế giới có diện tích vùng lõi 154 km vuông và một vùng đệm 142 km vuông. Những ngọn núi này được hình thành vào Đại Trung sinh, khoảng 100 triệu năm trước khi một vùng biển cổ biến mất do sự nâng lên của Trái đất. Đến Kỷ Băng hà Đệ Tứ, cảnh quan của nó được định hình bởi ảnh hưởng của các sông băng.
Thảm thực vật ở khu vực này thay đổi theo độ cao. Những khu rừng ẩm bao phủ ở độ cao dưới 1.100 mét; rừng rụng lá nằm từ độ cao 1.100 đến 1.800 mét; trên đó là các cánh rừng thông. Hoàng Sơn có hệ thực vật đa dạng với một phần ba số loài rêu và hơn một nửa loài Dương xỉ của Trung Quốc. Thông Hoàng Sơn (Pinus hwangshanensis) được đặt theo tên của dãu núi Hoàng Sơn được coi là một ví dụ về sức sống mãnh liệt khi nó phát triển  bằng cách mọc nhô ra khỏi các vách đá cheo leo. Nhiều cây thông tại đây có tuổi đời trên 100 năm, thậm chí có cây đạt đến 1.500 năm. Chúng khác nhau về hình dáng, kích thước với những cây cong queo nhất được coi là đẹp nhất.
Khí hậu ẩm ướt tại Hoàng Sơn cũng tạo điều kiện cho việc trồng chè, và nó được coi là một trong những ngọn núi trồng trà hàng đầu của Trung Quốc. Tại đây có loại Trà Mao Phong mệnh danh là "thập đại danh trà", là loài trà xanh địa phương nổi tiếng.
Các đỉnh núi thường tạo ra những địa điểm ngắm mây từ trên cao được gọi là Biển mây (chữ Hán: 雲海, bính âm: Yun Hai) hay còn gọi là "Biển Hoàng Sơn" vì những đám mây bềnh bồng trông như một mặt đại dương, và nhiều khung cảnh tại đó được gọi là "Biển Nam" hay "Biển Bắc". Một nhà văn nhận xét về những biển mây của Hoàng Sơn:"Để tận hưởng sự tráng lệ của một ngọn núi, bạn phải ngước nhìn lên trên trong hầu hết các trường hợp. Tuy nhiên, để tận hưởng núi Hoàng Sơn, bạn phải nhìn từ trên xuống".
Một hiện tượng ánh sáng đáng chú ý tại Hoàng Sơn đó là bình minh và được coi là một trong những cảnh quan ấn tượng nhất mà bạn phải chiêm ngưỡng khi đến đây. Nó được gọi là hiện tượng Phật Quang (佛光, Fo Guang) và chỉ xuất hiện vài lần một tháng.
Hoàng Sơn cũng là nơi có những suối nước nóng, nằm chủ yếu tại chân đỉnh Mây Tím. Nước suối duy trì ở nhiệt độ khoảng 42 °C(107,6 °F) quanh năm. và có nồng độ cacbonat cao, giúp ngăn ngừa bệnh về da, khớp và thần kinh. Một số hồ nổi tiếng như Lão Long, Thanh Long, Ô Long, Bạch Long.

## Cảm hứng nghệ thuật và khoa học

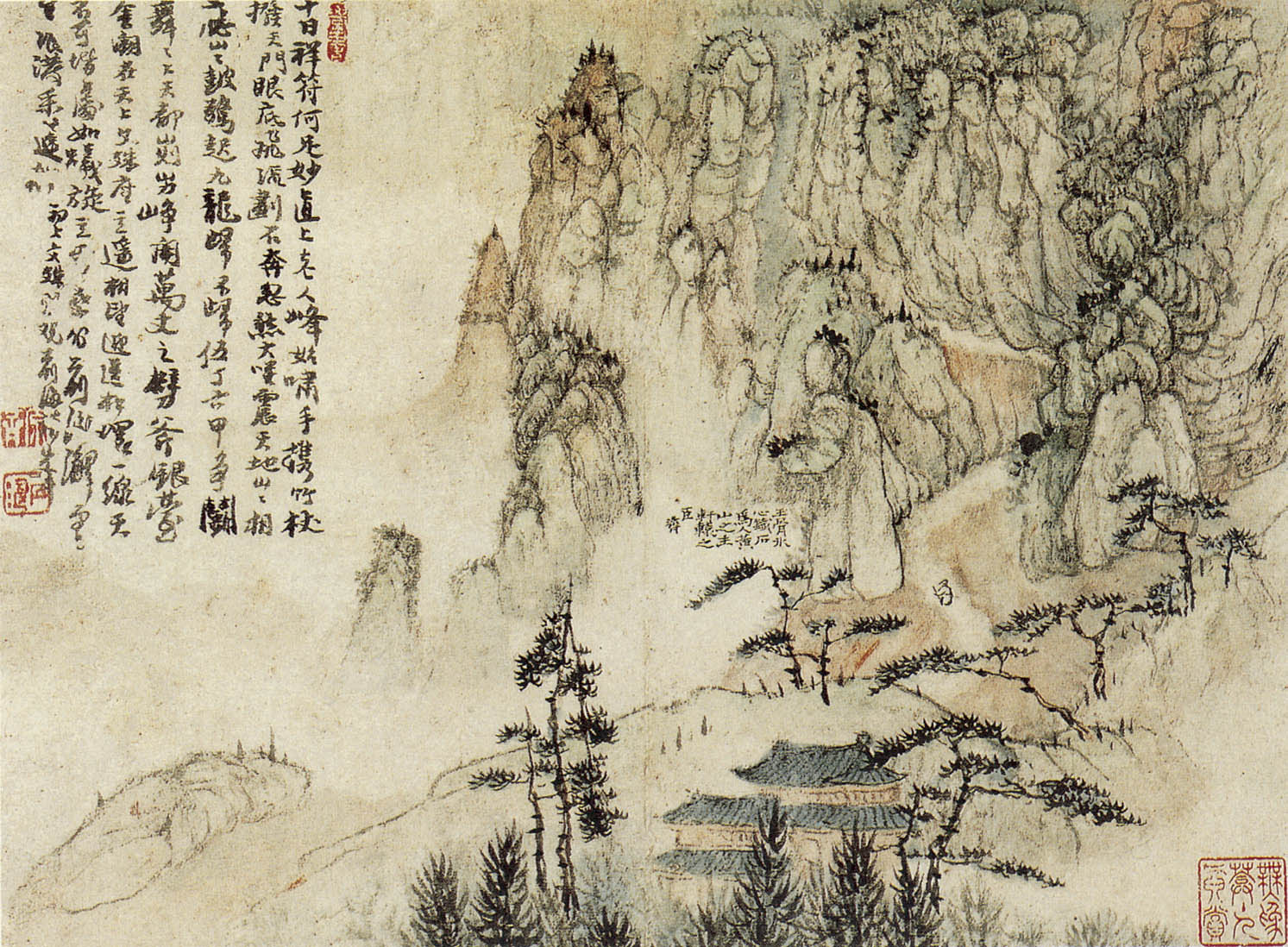
Một bức Tranh thủy mặc về Hoàng Sơn của Thạch Đào, 1670

Phần lớn danh tiếng của Hoàng Sơn xuất phát từ ý nghĩa của nó trong văn học nghệ thuật Trung Quốc. Ngoài việc truyền cảm hứng cho nhiều sáng tác của Thi tiên Lý Bạch, Hoàng Sơn còn là đề tài thường thấy trong các tác phẩm thơ ca và nghệ thuật, đặc biệt là tranh thủy mặc Trung Quốc, và gần đây nhất là trong những tác phẩm nhiếp ảnh. Từ thời nhà Đường cho đến cuối nhà Thanh đã có khoảng hơn 20.000 bài thơ viết về Hoàng Sơn, và một trường phái hội họa đã được đặt theo tên của dãy núi này. Những ngọn núi của Hoàng Sơn cũng xuất hiện trong bộ phim Avatar của đạo diễn James Cameron, và ông cũng nói rằng, Hoàng Sơn là một trong số nguồn cảm hứng của ông trong việc thiết kế thế giới hư cấu của bộ phim đó. Ngoài ra, loạt phim hoạt hình Trung Quốc Stitch & Ai và một phần phụ Lilo & Stitch của Walt Disney lấy bối cảnh ở dãy núi này.
Về khoa học, Hoàng Sơn là một địa điểm nghiên cứu tính đa dạng sinh học của các loài động thực vật hoang dã. Vào đầu thế kỷ XX, địa chất và thảm thực vật Hoàng Sơn là đối tượng nghiên cứu của nhiều nhà khoa học Trung Quốc và quốc tế. Vào cuối thế kỷ 20, đây là nơi mà các nhà khoa học đã sử dụng để nghiên cứu thực địa loài Khỉ đuôi ngắn Tây Tạng, một loài động vật bản địa tại đây.

## Quang cảnh

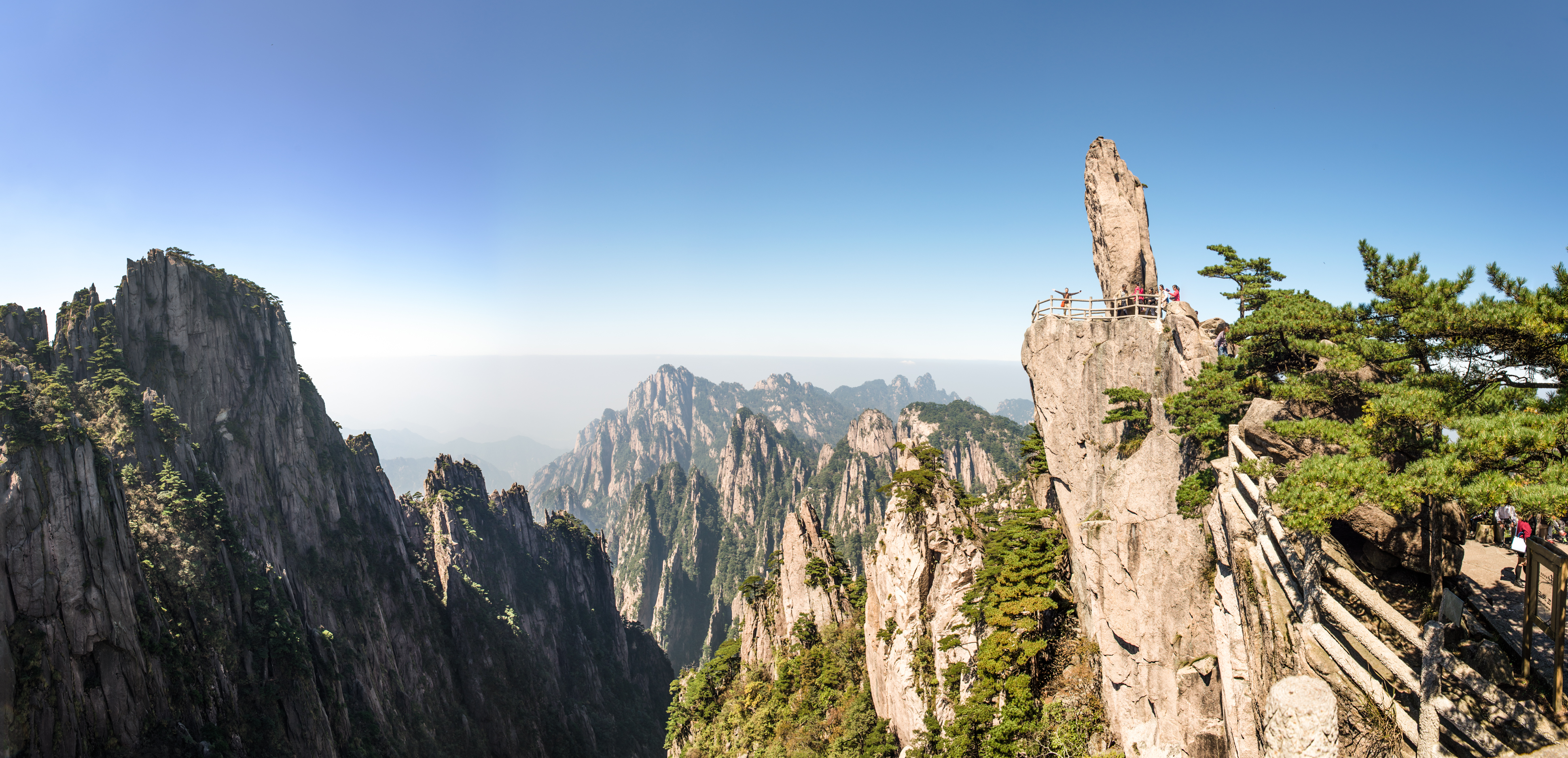
Nhìn về đỉnh Phi Lai Phong (飞来峰)

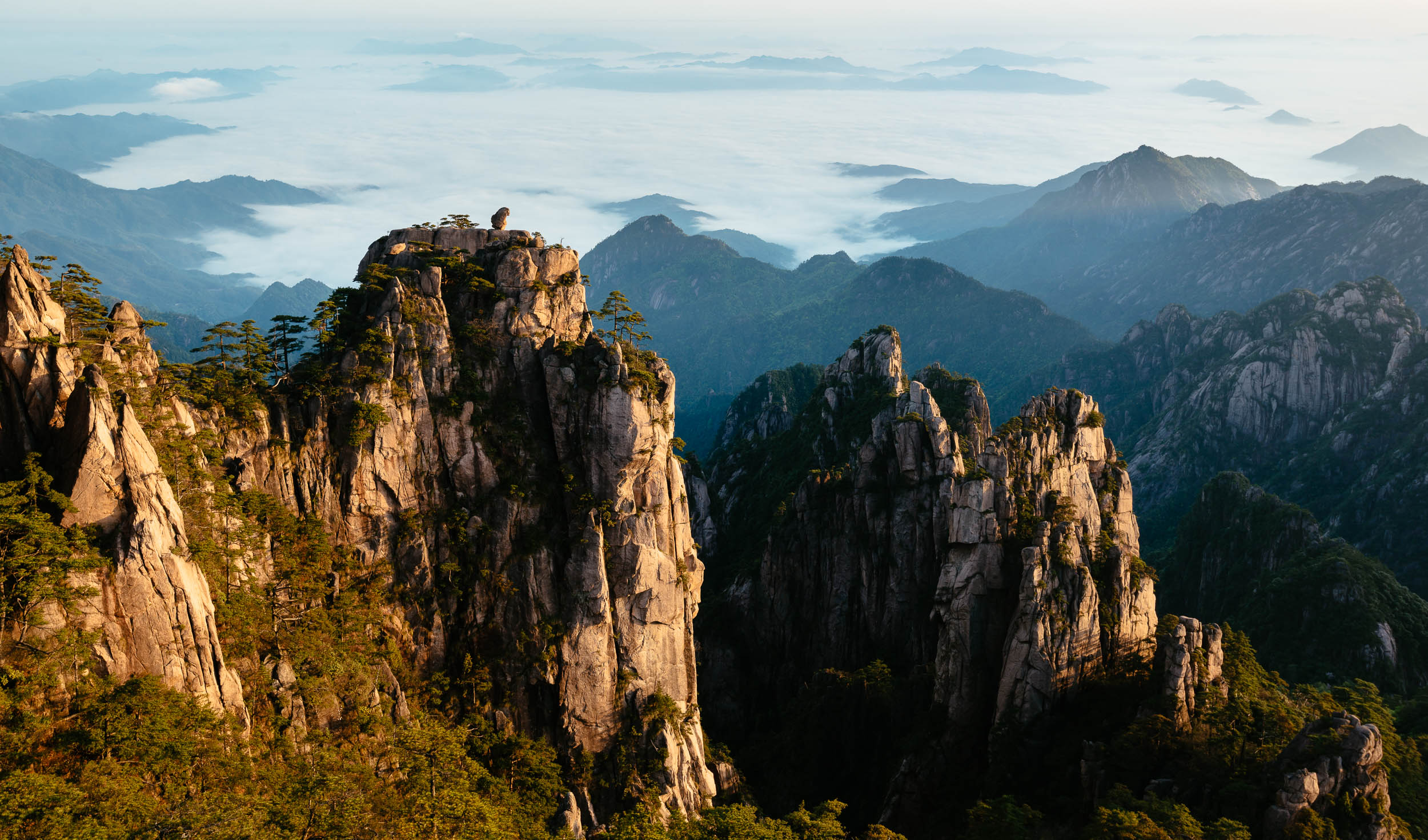
Nhìn từ Đá Khỉ (猴子观海 hầu tử quan hải) vào Biển mây

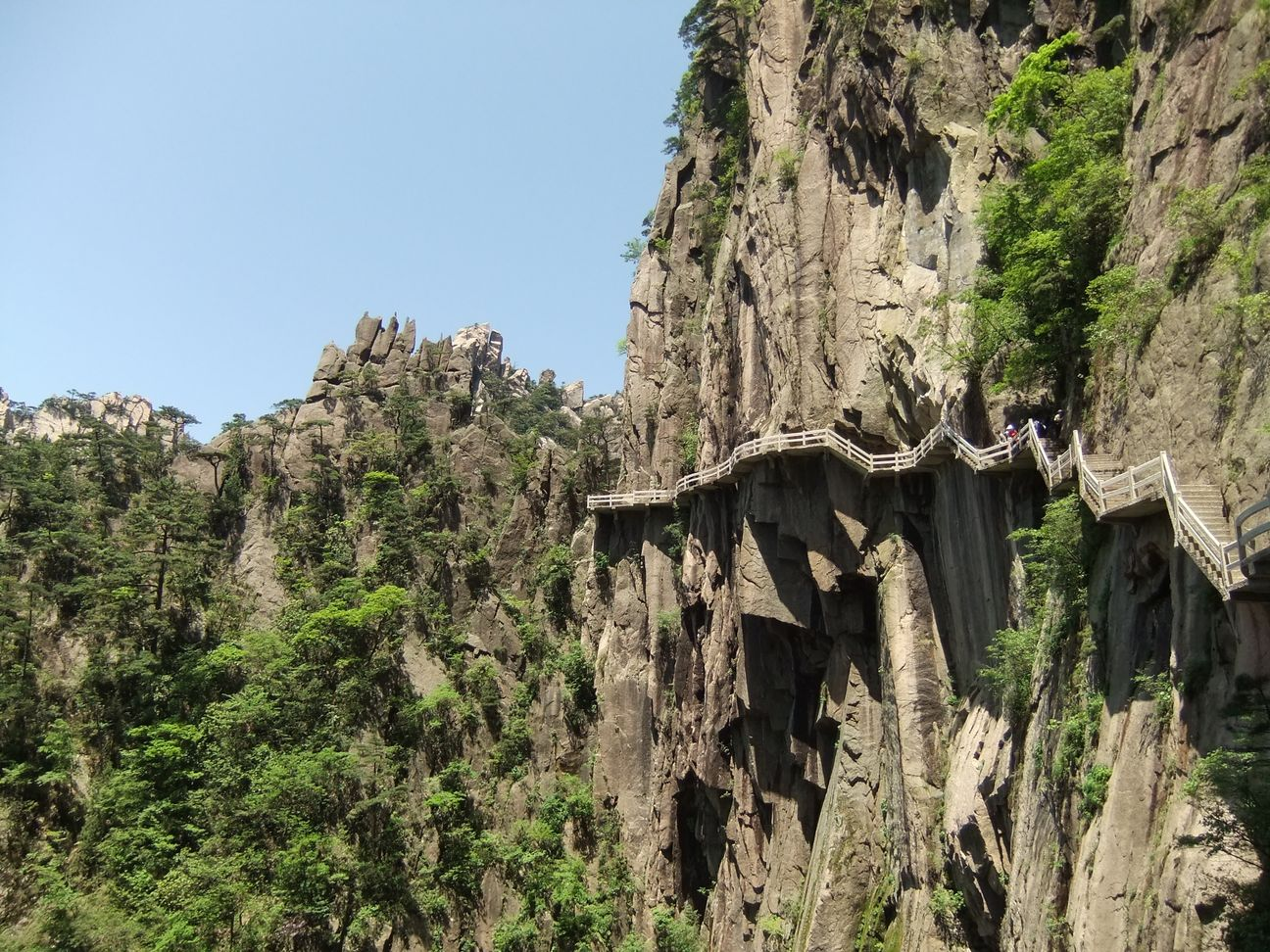
Con đường trên vách đá, Đá Khỉ (猴子观海 hầu tử quan hải)

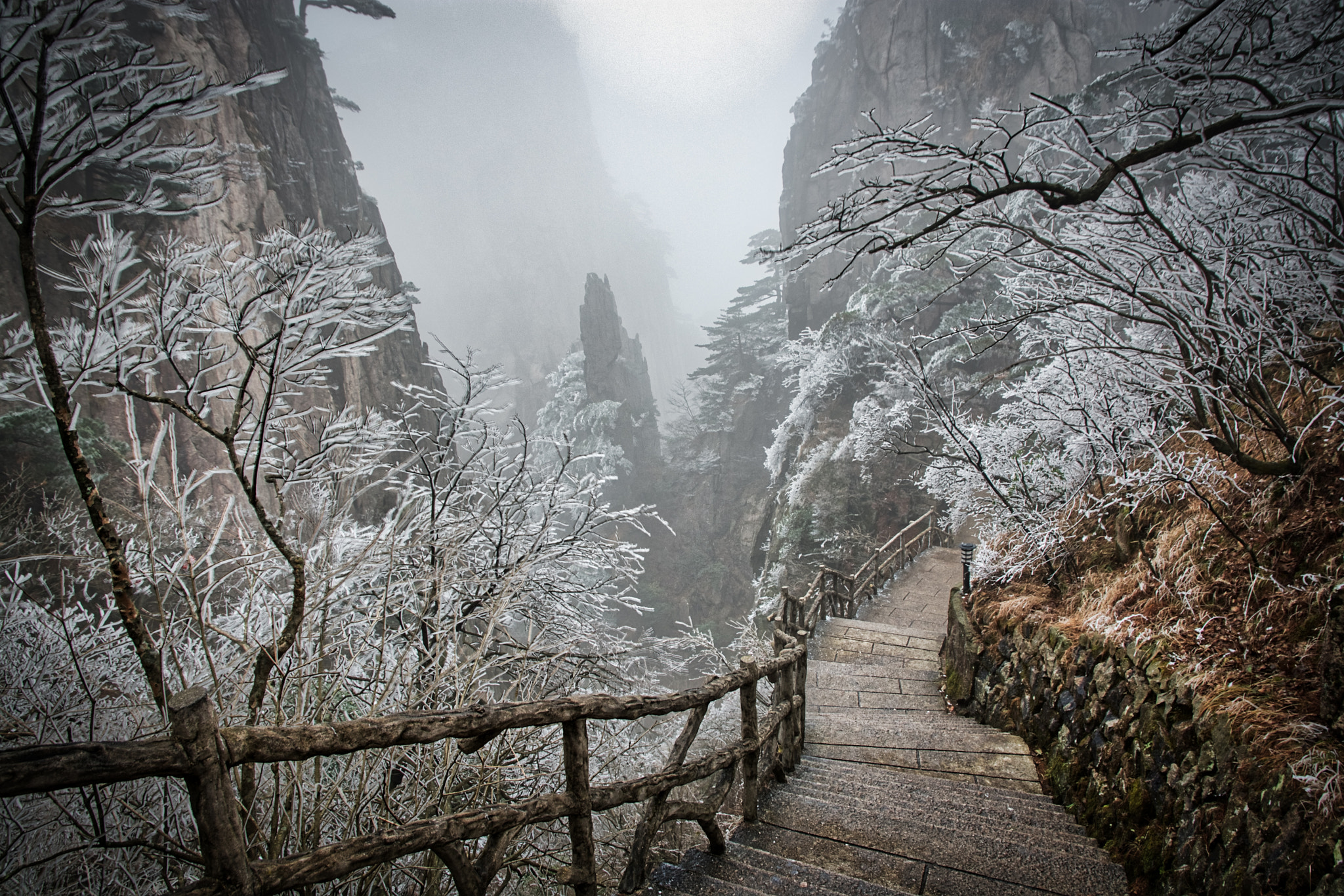

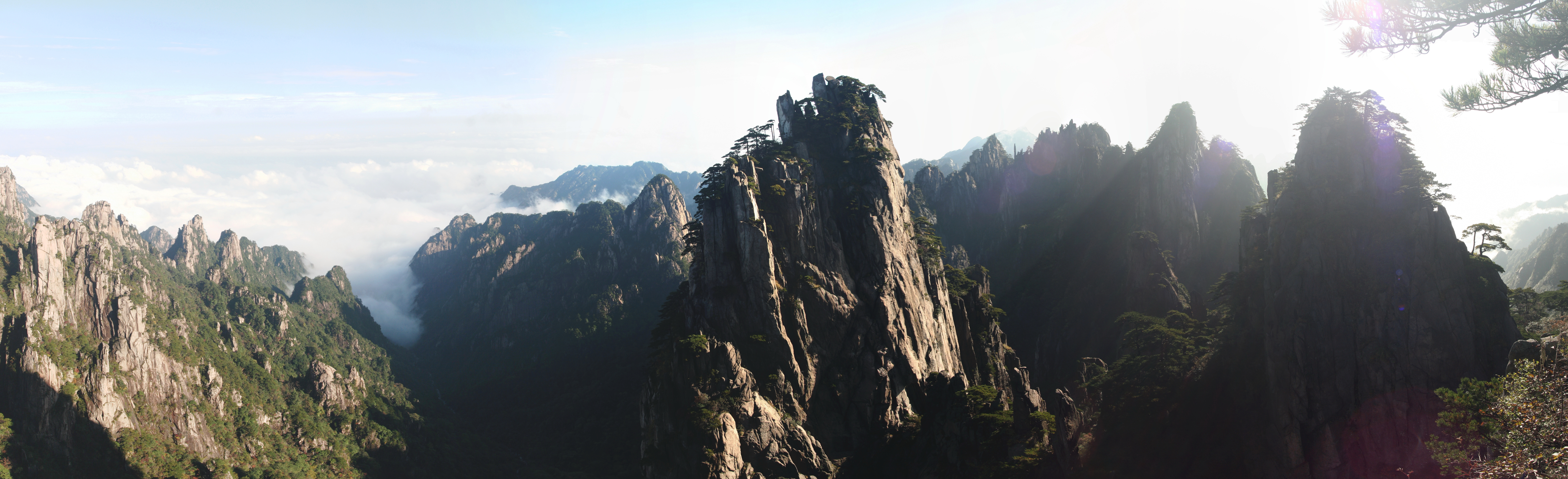
Môi trường Hoàng Sơn

## Du lịch

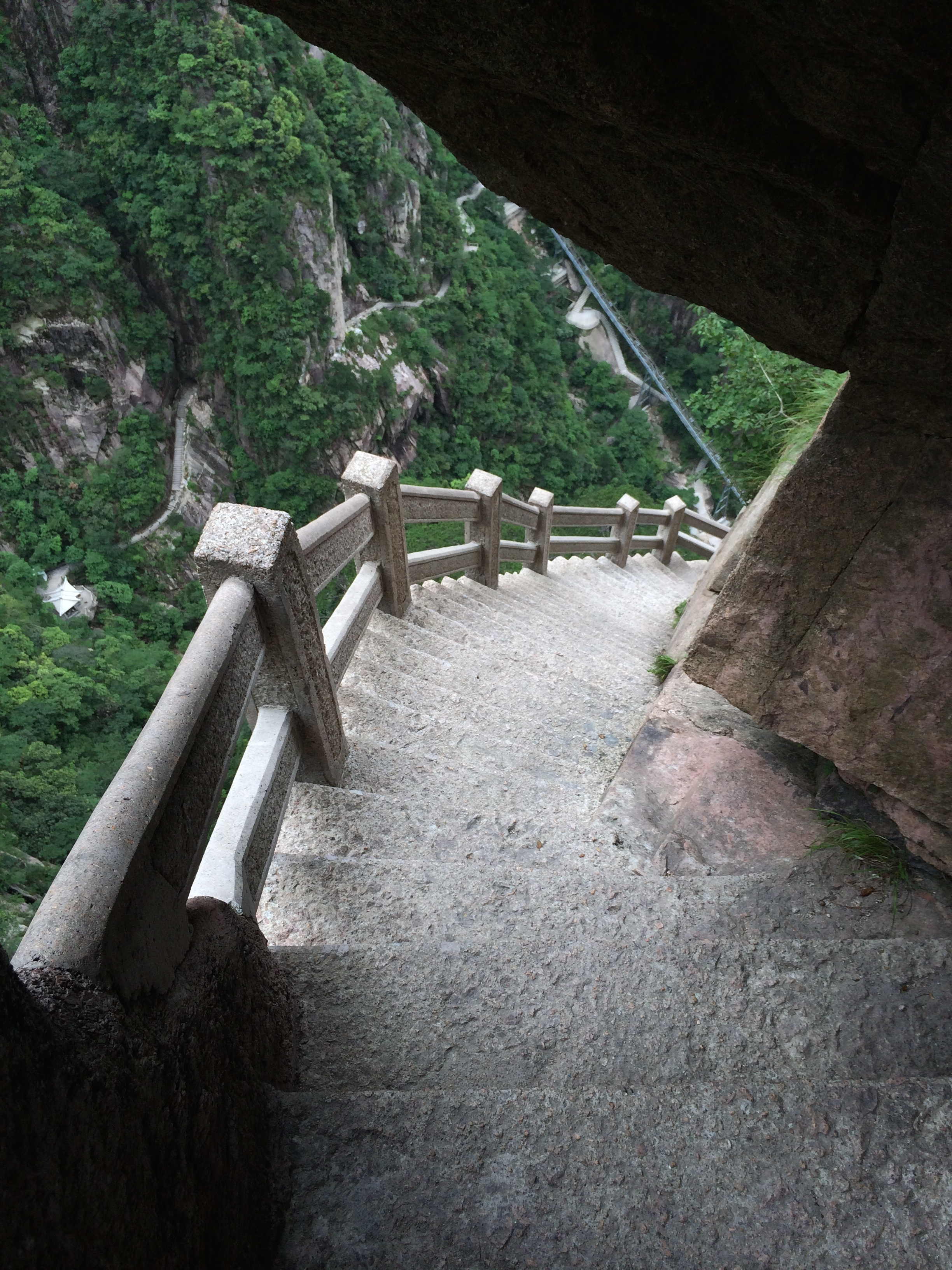

Hoàng Sơn là một địa điểm du lịch nổi tiếng tại Trung Quốc với tổng cộng 140 điểm mở cửa cho du khách tham quan. Năm 2007, hơn 1,5 triệu lượt khách đã ghé thăm địa danh này. Bằng đường sắt và đường hàng không xuất phát từ Thượng Hải, du khách đã có thể đến được chân núi, hoặc cũng có thể đến từ sân bay tại Hàng Châu, Vu Hồ.

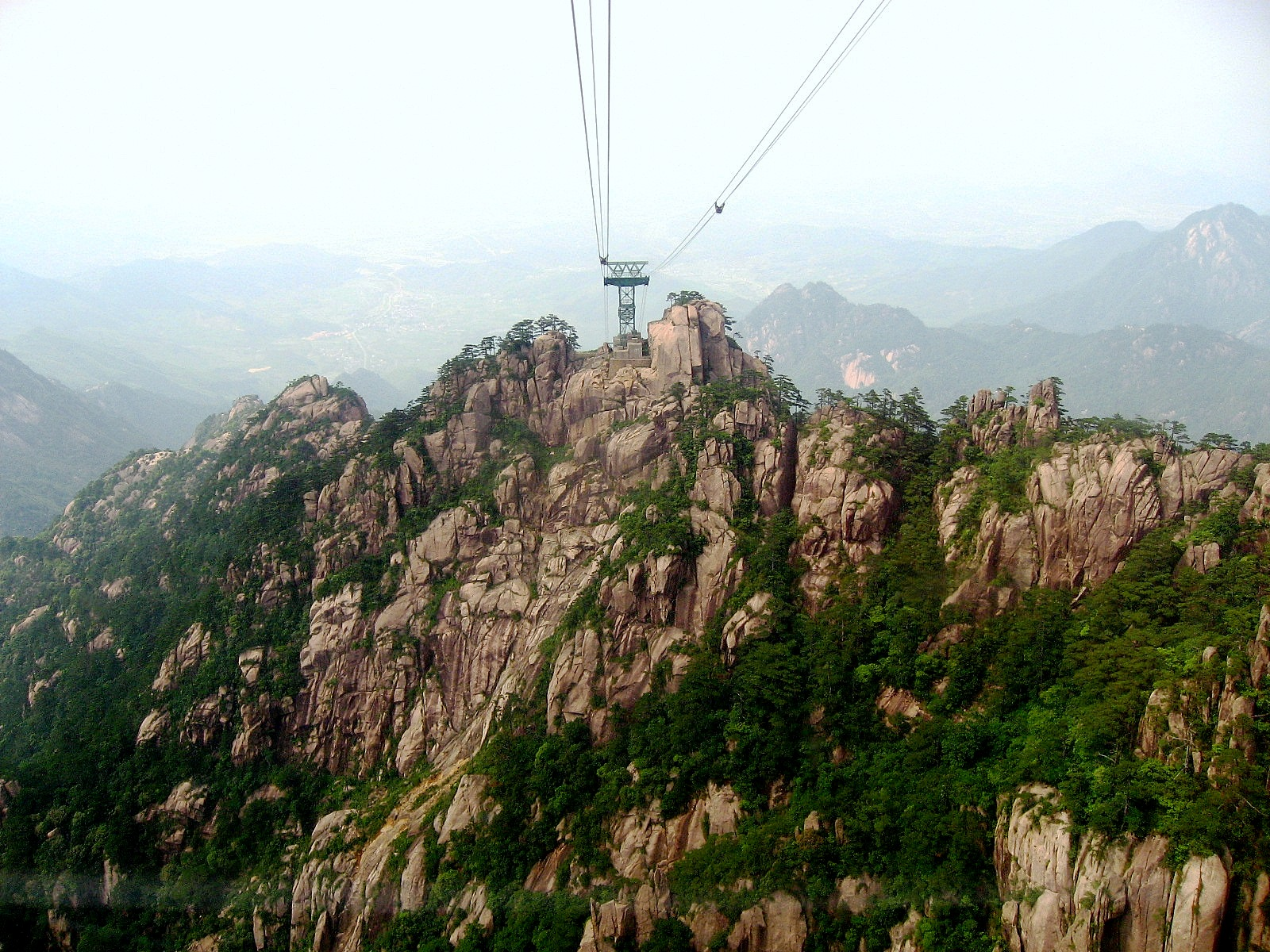
Nhìn từ cáp treo.

Đến năm 1990, đã có 50 km đường bộ dẫn đến các danh thắng tại Hoàng Sơn. Ngày nay, du khách có thể lên một trong số các đỉnh núi bằng cáp treo xuất phát từ chân núi. Trên khắp khu vực này có nhiều nhà nghỉ và khách sạn phục vụ ăn nghỉ. Nhiều du khách ưa thích leo núi, nghỉ qua đêm tại đỉnh núi và xuống núi bằng một con đường khác vào ngày hôm sau. Tổng cục Du lịch Trung Quốc phân loại Hoàng Sơn là một Thắng cảnh loại AAAAA, là địa danh nổi tiếng nhất tại tỉnh An Huy.

## Một vài hình ảnh

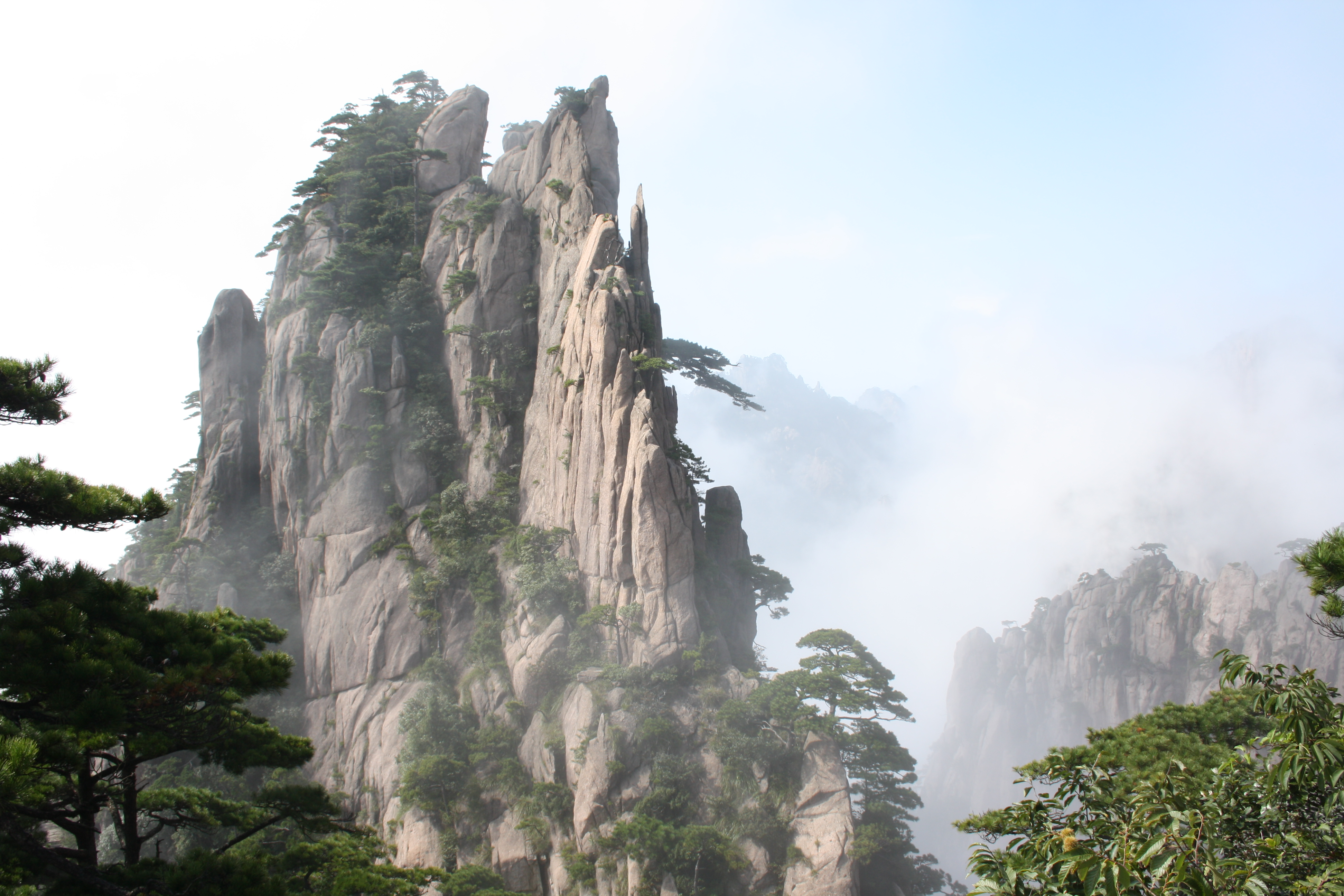
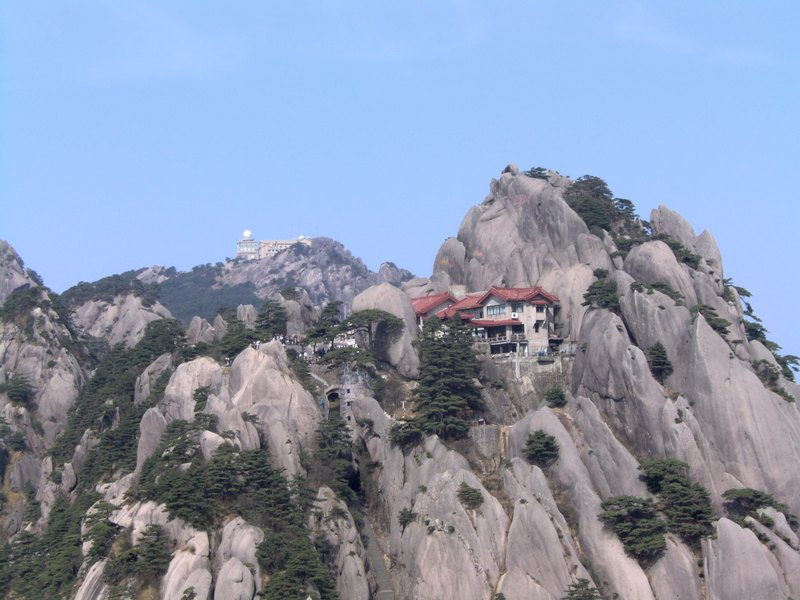
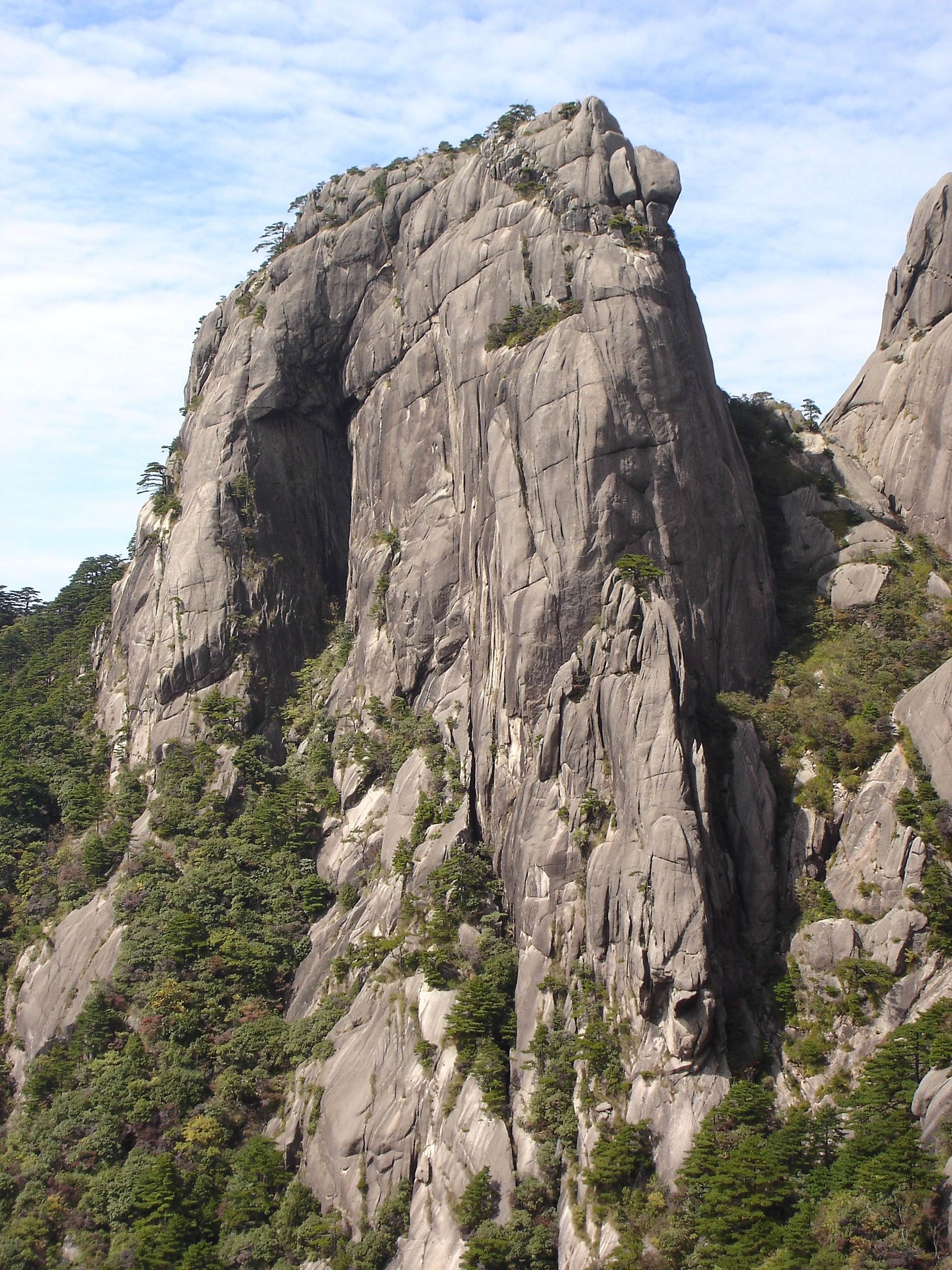
Kiến tạo núi đá Hoàng Sơn
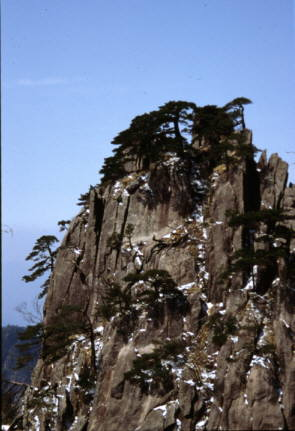
Hoàng Sơn 2002
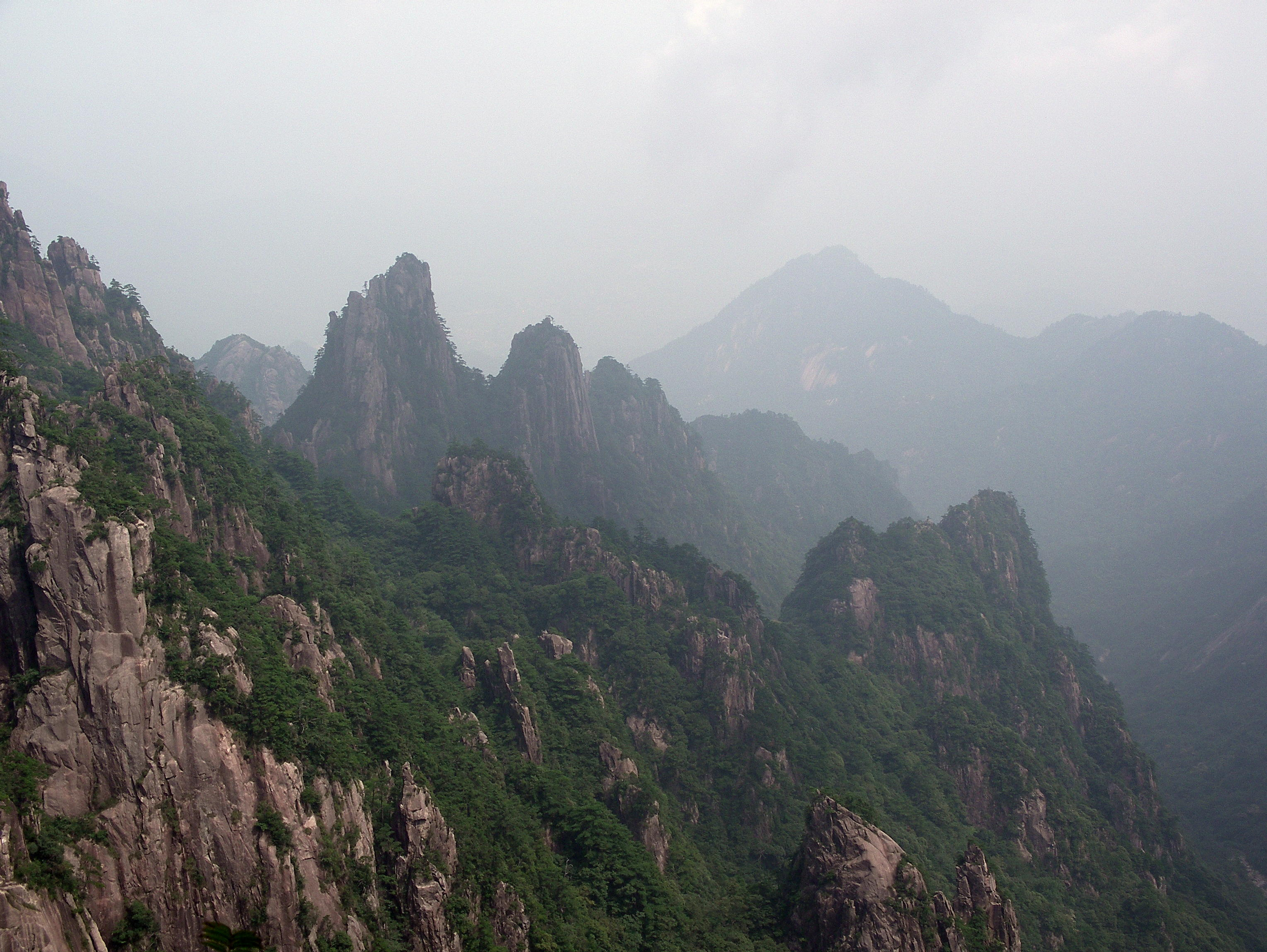
Hoàng Sơn 2005
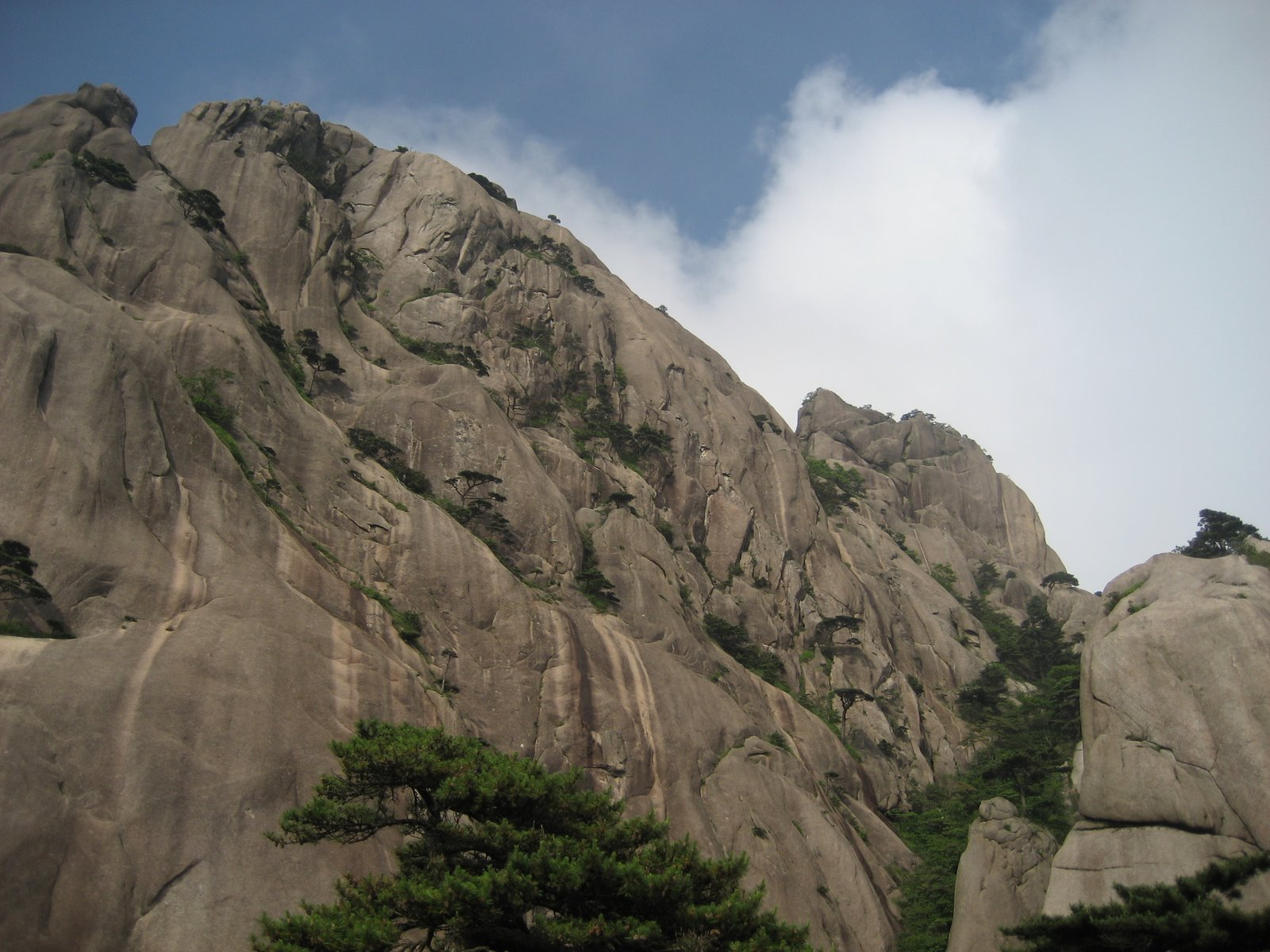
Hoàng Sơn 2006
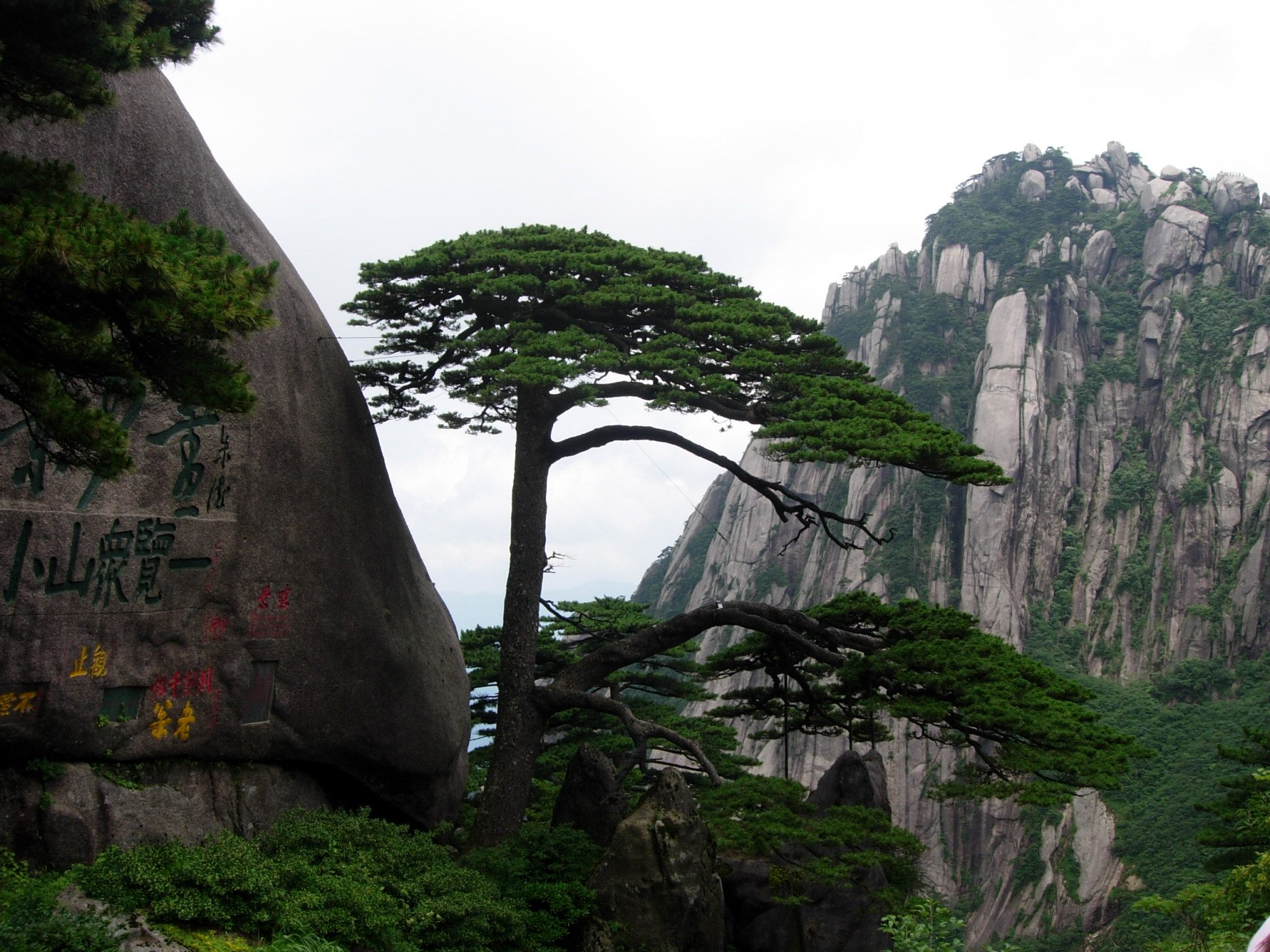
Rừng thông Hoàng Sơn
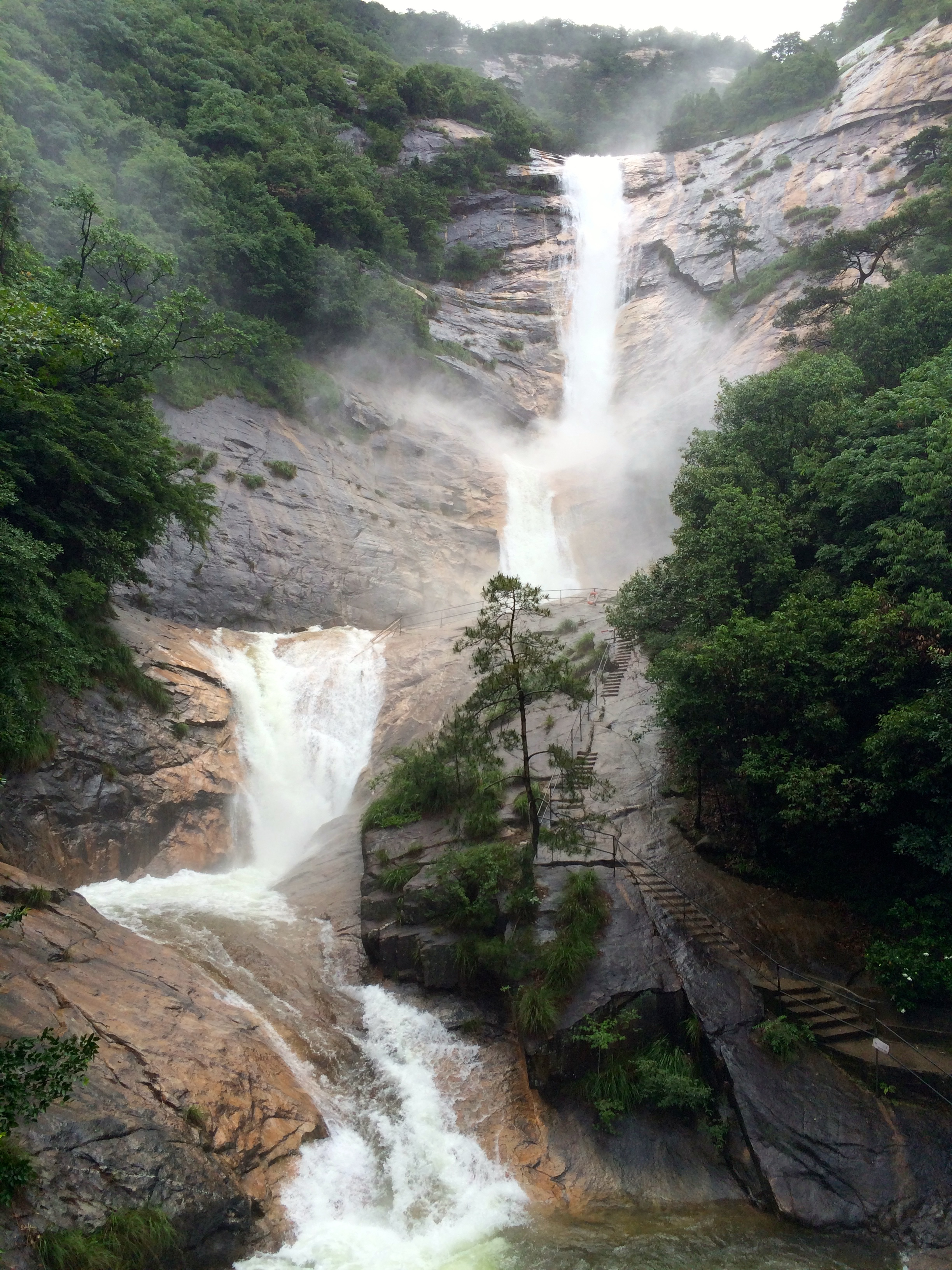
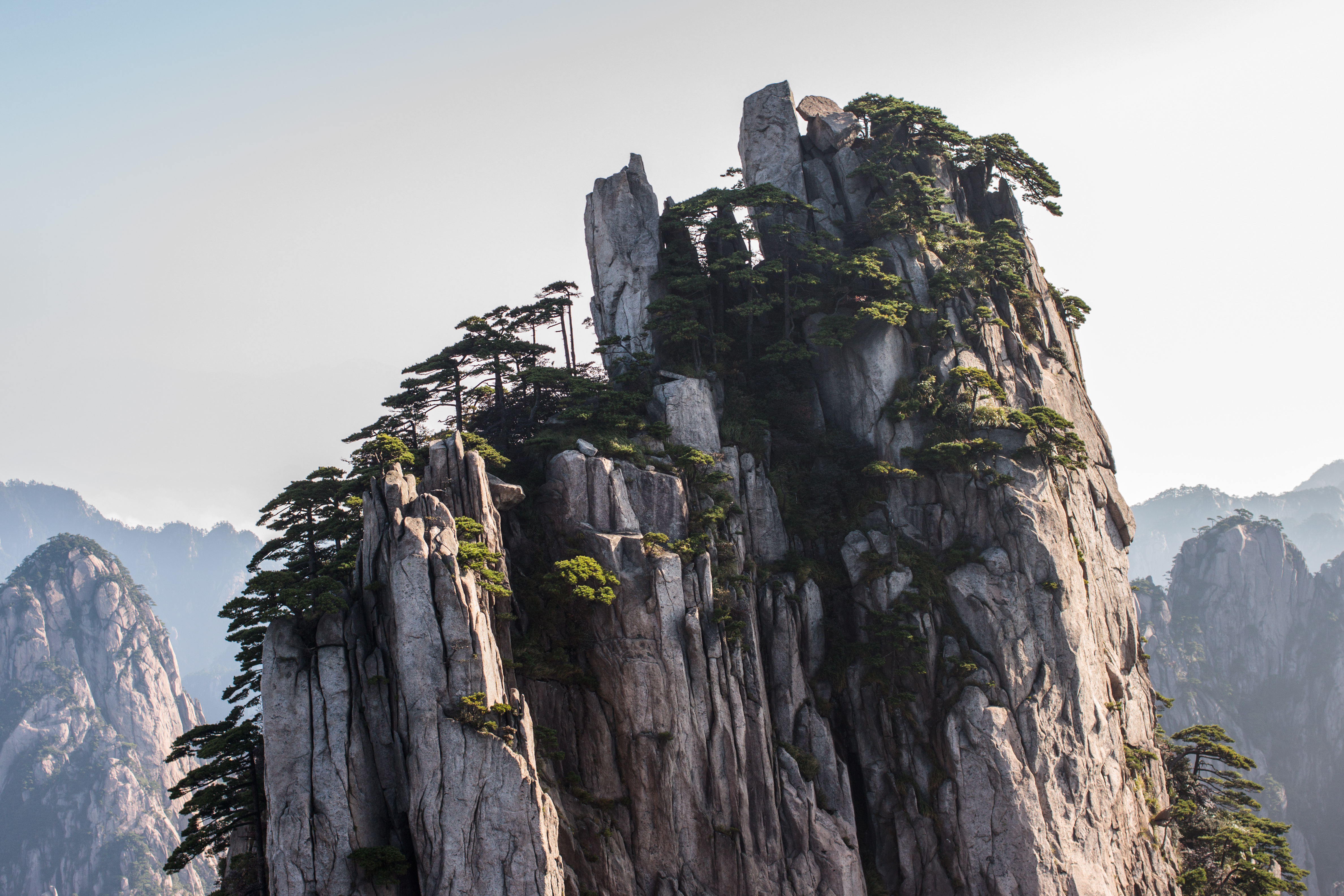
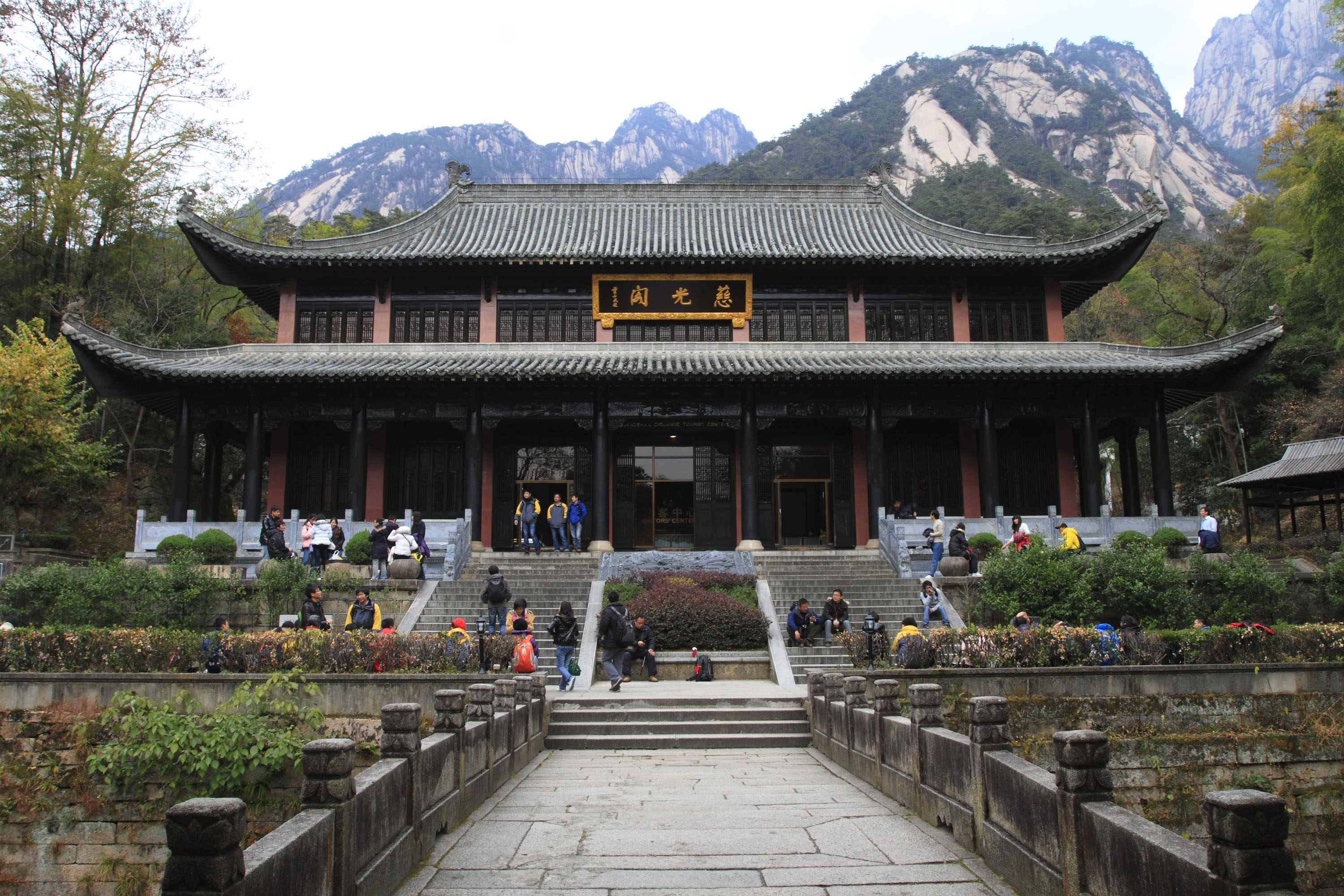
Tử Quang các (慈光阁), Đơn vị Bảo vệ Di tích Văn hóa tỉnh An Huy, nằm ở Hoàng Sơn.
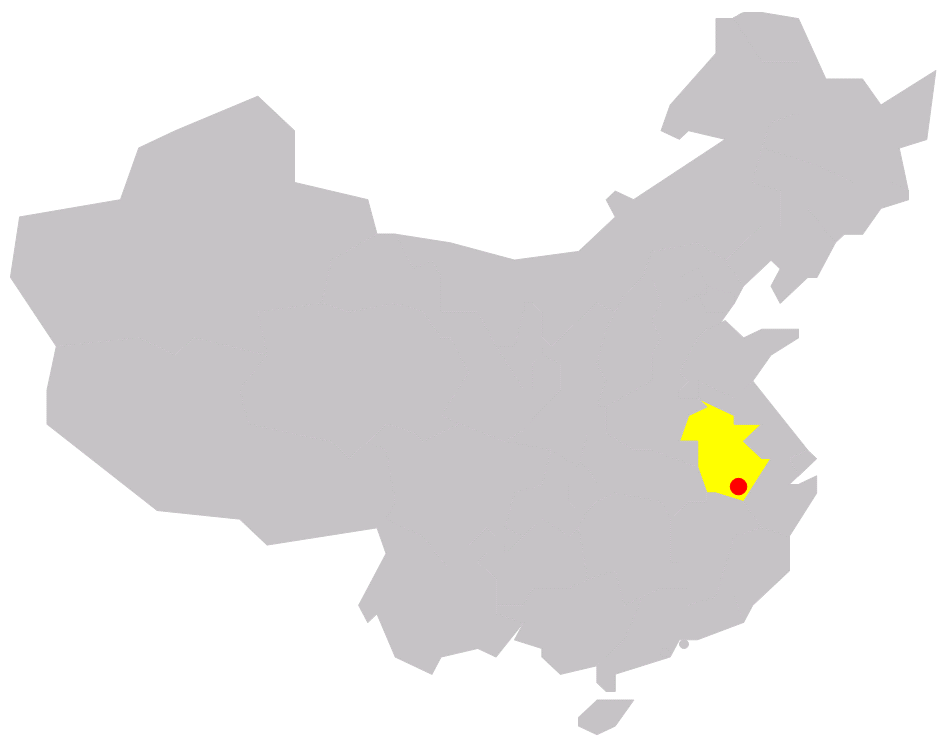
Vị trí ở Trung Quốc